# Municipio de Nopala de Villagrán
El municipio de Nopala de Villagrán es uno de los ochenta y cuatro municipios que conforman el estado de Hidalgo, México. La cabecera municipal es la localidad de Nopala, y la localidad más poblada es San Sebastián Tenochtitlán.
El municipio se localiza al poniente del territorio hidalguense entre los paralelos 20°8′ y 20°20′ de latitud norte; los meridianos 99°30′ y 99°51′ de longitud oeste; con una altitud entre 2200 y 3300 m s. n. m. Este municipio cuenta con una superficie de 341.31 km², y representa el 1.64 % de la superficie del estado; dentro de la región geográfica denominada como Valle del Mezquital.
Colinda al norte con el municipio de Huichapan; al este con los municipios de Huichapan, Chapantongo y el estado de México; al sur con el estado de México; al oeste con el estado de México, el municipio de Huichapan y el municipio San Juan del Río de Querétaro.

## Toponimia

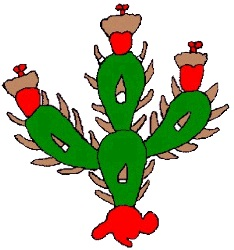
Glifo de Nopala.

El nombre de Nopala en lengua náhuatl significa Nopalli “nopal” y -la “lugar”, por lo que se comprende que significa “lugar de los nopales”. El apellido de Villagrán se le dio por el coronel Vicente Villagrán.

## Geografía

### Relieve e hidrográfica
En cuanto a fisiografía se encuentra dentro de las provincias del Eje Neovolcánico; dentro de la subprovincia de Llanuras y Sierras de Querétaro e Hidalgo. Su territorio es lomerío (83.0%), escudo volcánico (12.5%) y llanura (4.5.0%). Destacan los cerros del Cutejhé, ubicado en la comunidad de Maravillas, y el cerro de Siempreviva, situado en la comunidad del mismo nombre.
En cuanto a su geología corresponde al periodo neógeno (94.77.0%), cuaternario (4.0%). Con rocas tipo ígnea extrusiva: basalto (49.18%), volcanoclástico (26.59%), toba ácida (13.0%), brecha volcánica básica (3.0%), riolita (2.0%) y andesita (1.0%); suelo: aluvial (4.0%). En cuanto a edafología el suelo dominante es leptosol (48.0%), luvisol (28.0%) y phaeozem (23.96%).
En lo que respecta a la hidrología se encuentra posicionado en la región hidrológica del Pánuco; en las cuencas del río Moctezuma; dentro de las subcuenca del río Tecozautla (83.0%), río Alfajayucan (15.0%) y río Tula (2.0%). Nopala es cruzado por un arroyo denominado “Los Campanales”, cuenta con las presas de Nopala, Francisco I. Madero y Dañú, así mismo se localizan pozos y jagüeyes.

### Clima
El territorio municipal se encuentran los siguientes climas con su respectivo porcentaje: Templado subhúmedo con lluvias en verano, de menor humedad (66.0%), templado subhúmedo con lluvias en verano, de humedad media (26.0%) y semiseco templado (8.0%). Con una temperatura media anual de 15 °C y una precipitación pluvial anual de 590 a 720 milímetros.

### Ecología
La flora en el municipio se encuentra conformado por material espinoso y cactáceo, principalmente comprendiendo árboles como el mezquite y el huizache, y cactáceas como nopal y maguey. La fauna se comprende animales como, tlacuache, armadillo, coyote, zorrillo, ardilla, conejo, pájaros de diferentes especies, gato montés, zorro, así como también una gran variedad de insectos y arácnidos.

## Demografía

### Población
De acuerdo a los resultados que presentó el Censo Población y Vivienda 2020 del INEGI, el municipio cuenta con un total de 16 948 habitantes, siendo 8237 hombres y 8711 mujeres. Tiene una densidad de 49.7 hab/km², la mitad de la población tiene 33 años o menos, existen 94 hombres por cada 100 mujeres.
El porcentaje de población que habla lengua indígena es de 0.31 %, y el porcentaje de población que se considera afromexicana o afrodescendiente es de 4.83 %. Tiene una tasa de alfabetización de 98.9 % en la población de 15 a 24 años, de 91.2 % en la población de 25 años y más. El porcentaje de población según nivel de escolaridad, es de 6.5 % sin escolaridad, el 66.5 % con educación básica, el 18.1 % con educación media superior, el 8.9 % con educación superior, y 0.1 % no especificado.
El porcentaje de población afiliada a servicios de salud es de 74.0 %. El 16.7 % se encuentra afiliada al IMSS, el 77.9 % al INSABI, el 4.5 % al ISSSTE, 0.5 % IMSS Bienestar, 0.4 % a las dependencias de salud de PEMEX, Defensa o Marina, 0.3 % a una institución privada, y el 0.3 % a otra institución. El porcentaje de población con alguna discapacidad es de 8.7 %. El porcentaje de población según situación conyugal, el 32.1 % se encuentra casada, el 31.5 % soltera, el 24.2 % en unión libre, el 4.8 % separada, el 1.1 % divorciada, el 6.3 % viuda.
Para 2020, el total de viviendas particulares habitadas es de 5145 viviendas, representa el 0.6 % del total estatal. Con un promedio de ocupantes por vivienda 3.3 personas. Predominan las viviendas con tabique y block. En el municipio para el año 2020, el servicio de energía eléctrica abarca una cobertura del 97.8 %; el servicio de agua entubada un 53.3 %; el servicio de drenaje cubre un 83.2 %; y el servicio sanitario un 87.9 %.

### Localidades
Para el año 2020, de acuerdo al Catálogo de Localidades, el municipio cuenta con 103 localidades.
| Código INEGI | Localidad                                 | Población (2020) | Porcentaje (%) | Ámbito Población | Categoría Población |
| ------------ | ----------------------------------------- | ---------------- | -------------- | ---------------- | ------------------- |
| 130440030    | San Sebastián Tenochtitlán                | 2409             | 14.21          | Rural            | Comunidad           |
| 130440013    | El Jagüey                                 | 1409             | 8.31           | Rural            | Comunidad           |
| 130440001    | Nopala de Villagrán                       | 1155             | 6.81           | Urbana           | Cabecera municipal  |
| 130440019    | Maravillas                                | 1092             | 6.44           | Rural            | Comunidad           |
| 130440005    | El Fresno                                 | 722              | 4.26           | Rural            | Comunidad           |
| 130440029    | San Lorenzo el Chico                      | 696              | 4.11           | Rural            | Comunidad           |
| 130440109    | San Juanita (Casas Viejas)                | 526              | 3.10           | Rural            | Comunidad           |
| 130440033    | San Sebastián de Juárez                   | 509              | 3.00           | Rural            | Comunidad           |
| 130440008    | Cuaxithi                                  | 435              | 2.57           | Rural            | Ranchería           |
| 130440025    | La Presa                                  | 422              | 2.49           | Rural            | Ranchería           |
| 130440031    | La Siempreviva                            | 392              | 2.31           | Rural            | Ranchería           |
| 130440003    | El Borbollón                              | 361              | 2.13           | Rural            | Ranchería           |
| 130440010    | Dañu                                      | 349              | 2.06           | Rural            | Ranchería           |
| 130440011    | Denthó                                    | 346              | 2.04           | Rural            | Ranchería           |
| 130440007    | Los Cerritos                              | 337              | 1.99           | Rural            | Ranchería           |
| 130440110    | El Capulín Dañu                           | 297              | 1.75           | Rural            | Ranchería           |
| 130440015    | Loma Colorada                             | 286              | 1.69           | Rural            | Ranchería           |
| 130440012    | Humini                                    | 239              | 1.41           | Rural            | Ranchería           |
| 130440002    | Batha y Barrios                           | 236              | 1.39           | Rural            | Ranchería           |
| 130440018    | El Mangui                                 | 215              | 1.27           | Rural            | Ranchería           |
| 130440027    | La Salita                                 | 201              | 1.19           | Rural            | Ranchería           |
| 130440023    | La Palma                                  | 179              | 1.06           | Rural            | Ranchería           |
| 130440077    | Puerto Dañu                               | 179              | 1.06           | Rural            | Ranchería           |
| 130440132    | El Mogote                                 | 176              | 1.04           | Rural            | Ranchería           |
| 130440016    | Loma del Progreso                         | 166              | 0.98           | Rural            | Ranchería           |
| 130440129    | Ojuelos                                   | 164              | 0.97           | Rural            | Ranchería           |
| 130440113    | Pedregales Borbollón                      | 162              | 0.96           | Rural            | Ranchería           |
| 130440092    | Las Vegas                                 | 152              | 0.90           | Rural            | Ranchería           |
| 130440037    | Las Cruces                                | 148              | 0.87           | Rural            | Ranchería           |
| 130440070    | La Fuente (Jagüey Blanco)                 | 134              | 0.79           | Rural            | Ranchería           |
| 130440004    | El Capulín de Aragón                      | 123              | 0.73           | Rural            | Ranchería           |
| 130440009    | La Cuchilla                               | 121              | 0.71           | Rural            | Ranchería           |
| 130440045    | El Desierto                               | 118              | 0.70           | Rural            | Ranchería           |
| 130440044    | La Cañada                                 | 116              | 0.68           | Rural            | Ranchería           |
| 130440097    | El Manantial                              | 113              | 0.67           | Rural            | Ranchería           |
| 130440052    | Santa Rosa el Marqués                     | 112              | 0.66           | Rural            | Ranchería           |
| 130440120    | El Fresno (Casas Viejas)                  | 104              | 0.61           | Rural            | Ranchería           |
| 130440006    | El Cedazo                                 | 98               | 0.58           | Rural            | Ranchería           |
| 130440017    | Loma del Toro                             | 94               | 0.55           | Rural            | Ranchería           |
| 130440051    | Los Tepetates                             | 92               | 0.54           | Rural            | Ranchería           |
| 130440139    | Santa Lucía                               | 86               | 0.51           | Rural            | Ranchería           |
| 130440048    | Venta Hermosa                             | 86               | 0.51           | Rural            | Ranchería           |
| 130440061    | El Deca                                   | 80               | 0.47           | Rural            | Ranchería           |
| 130440101    | La Presa Dañu                             | 80               | 0.47           | Rural            | Ranchería           |
| 130440121    | La Leña                                   | 78               | 0.46           | Rural            | Ranchería           |
| 130440071    | El Jazmín (El Potrero)                    | 77               | 0.45           | Rural            | Ranchería           |
| 130440127    | Puerta Blanca                             | 75               | 0.44           | Rural            | Ranchería           |
| 130440046    | El Fresnillo                              | 71               | 0.42           | Rural            | Ranchería           |
| 130440102    | Tequexhido                                | 71               | 0.42           | Rural            | Ranchería           |
| 130440049    | Aragón                                    | 63               | 0.37           | Rural            | Ranchería           |
| 130440041    | La Matanza                                | 59               | 0.35           | Rural            | Ranchería           |
| 130440128    | La Cañada                                 | 56               | 0.33           | Rural            | Ranchería           |
| 130440111    | Devego                                    | 52               | 0.31           | Rural            | Ranchería           |
| 130440024    | El Pedregoso                              | 48               | 0.28           | Rural            | Ranchería           |
| 130440065    | La Estación                               | 48               | 0.28           | Rural            | Ranchería           |
| 130440115    | La Reserva                                | 45               | 0.27           | Rural            | Ranchería           |
| 130440074    | Palo Verde                                | 45               | 0.27           | Rural            | Ranchería           |
| 130440100    | Tierra Blanca                             | 45               | 0.27           | Rural            | Ranchería           |
| 130440032    | Taxtejhe                                  | 43               | 0.25           | Rural            | Ranchería           |
| 130440047    | La Lechuga                                | 41               | 0.24           | Rural            | Ranchería           |
| 130440089    | El Tejocote                               | 40               | 0.24           | Rural            | Ranchería           |
| 130440099    | La Martinica                              | 37               | 0.22           | Rural            | Ranchería           |
| 130440112    | Pachuquilla                               | 36               | 0.21           | Rural            | Ranchería           |
| 130440131    | Los Pozos (La Presa Vieja)                | 30               | 0.18           | Rural            | Ranchería           |
| 130440117    | Pedregales Dañu                           | 28               | 0.17           | Rural            | Ranchería           |
| 130440072    | La Luz                                    | 22               | 0.13           | Rural            | Ranchería           |
| 130440020    | Las Manzanas                              | 22               | 0.13           | Rural            | Ranchería           |
| 130440076    | Peñafiel                                  | 21               | 0.12           | Rural            | Ranchería           |
| 130440087    | El Sauz                                   | 19               | 0.11           | Rural            | Ranchería           |
| 130440138    | La Posta                                  | 19               | 0.11           | Rural            | Ranchería           |
| 130440055    | El Campamento                             | 15               | 0.09           | Rural            | Ranchería           |
| 130440125    | El Mirador                                | 15               | 0.09           | Rural            | Ranchería           |
| 130440057    | Jesús María                               | 14               | 0.08           | Rural            | Ranchería           |
| 130440064    | La Esperanza                              | 14               | 0.08           | Rural            | Ranchería           |
| 130440108    | Buenavista                                | 13               | 0.08           | Rural            | Ranchería           |
| 130440063    | Escandón                                  | 13               | 0.08           | Rural            | Ranchería           |
| 130440039    | Las Campanas                              | 13               | 0.08           | Rural            | Ranchería           |
| 130440098    | El Destello                               | 12               | 0.07           | Rural            | Ranchería           |
| 130440084    | Santa Catalina                            | 12               | 0.07           | Rural            | Ranchería           |
| 130440050    | Buenavista                                | 11               | 0.06           | Rural            | Ranchería           |
| 130440123    | La Pila del León                          | 10               | 0.06           | Rural            | Ranchería           |
| 130440078    | Rancho Nuevo                              | 9                | 0.05           | Rural            | Ranchería           |
| 130440135    | San Isidro                                | 9                | 0.05           | Rural            | Ranchería           |
| 130440073    | Ojo de Agua                               | 7                | 0.04           | Rural            | Ranchería           |
| 130440054    | Santa Rosa                                | 7                | 0.04           | Rural            | Ranchería           |
| 130440060    | Deca Buena Vista                          | 6                | 0.04           | Rural            | Ranchería           |
| 130440091    | El Tepeyac                                | 6                | 0.04           | Rural            | Ranchería           |
| 130440014    | La Laja                                   | 6                | 0.04           | Rural            | Ranchería           |
| 130440130    | Los Caballos                              | 6                | 0.04           | Rural            | Ranchería           |
| 130440137    | Canutillo                                 | 5                | 0.03           | Rural            | Ranchería           |
| 130440069    | La Huerta                                 | 5                | 0.03           | Rural            | Ranchería           |
| 130440126    | La Primavera                              | 5                | 0.03           | Rural            | Ranchería           |
| 130440062    | Dingüichi                                 | 4                | 0.02           | Rural            | Ranchería           |
| 130440133    | El Charcón [Rancho]                       | 4                | 0.02           | Rural            | Ranchería           |
| 130440083    | San Lorenzo Amarillo                      | 4                | 0.02           | Rural            | Ranchería           |
| 130440075    | El Paye                                   | 3                | 0.02           | Rural            | Ranchería           |
| 130440124    | Inmobiliaria Avícola Pilgrims Pride       | 3                | 0.02           | Rural            | Ranchería           |
| 130440043    | El Llano                                  | 2                | 0.01           | Rural            | Ranchería           |
| 130440081    | San Ignacio                               | 2                | 0.01           | Rural            | Ranchería           |
| 130440085    | Santa Cruz                                | 2                | 0.01           | Rural            | Ranchería           |
| 130440068    | El Gato                                   | 1                | 0.01           | Rural            | Ranchería           |
| 130440134    | La Herradura (Colonia Campesina) [Rancho] | 1                | 0.01           | Rural            | Ranchería           |
| 130440094    | Los Nidos                                 | 1                | 0.01           | Rural            | Ranchería           |

## Política
Se erigió como municipio el 15 de febrero de 1826. El Honorable Ayuntamiento está compuesto por: un presidente municipal, un síndico, ocho regidores y, cuarenta y dos delegados municipales. De acuerdo al Instituto Nacional electoral (INE) el municipio está integrado por diez secciones electorales, de la a 0802 a la 0811. Para la elección de diputados federales a la Cámara de Diputados de México y diputados locales al Congreso de Hidalgo, se encuentra integrado al distrito electoral federal 5 de Hidalgo y al distrito electoral local 6 de Hidalgo. A nivel estatal administrativo pertenece a la Macrorregión III y a la Microrregión XI, además de a la Región Operativa XIV Huichapan.

### Cronología de presidentes municipales
| Periodo                  | Nombre                       | Afiliación política        |
| ------------------------ | ---------------------------- | -------------------------- |
| 1961-1964                | Héctor García                | -                          |
| 1964-1967                | Raymundo Salgado Chávez      | -                          |
| 1967-1970                | Gonzalo Romero Rivera        | -                          |
| 1970-1973                | Lucino García Ochoa          | -                          |
| 1973-1976                | Urbano Montes Chávez         | -                          |
| 1976-1979                | Antonio Rivera Ramírez       | -                          |
| 1979-1982                | Joaquín Hernández Ramírez    | -                          |
| 1982-1985                | José García Uribe            | -                          |
| 1985-1988                | Galdino Bravo Villagrán      | -                          |
| 1988-1991                | Guillermo García García      | -                          |
| 1991-1994                | Galdino Bravo Villagrán      | -                          |
| 16/01/1994 al 15/01/1997 | Gustavo Reséndiz Núñez       | PRI                        |
| 16/01/1997 al 15/01/2000 | César Bravo Leal             | PRI                        |
| 16/01/2000 al 15/01/2003 | Felipe López Ramírez         | PAN                        |
| 16/01/2003 al 15/01/2006 | Faustino Licona Cerón        | PAN                        |
| 16/01/2006 al 15/01/2009 | Hermilo Bravo Leal           | PRI                        |
| 16/01/2009 al 15/01/2012 | Juan Raúl Basurto Dorantes   | PVEM                       |
| 16/01/2012 al 04/09/2016 | Adolfo Ochoa Chávez          | PVEM                       |
| 05/09/2016 al 04/09/2020 | David Padilla Guerrero       | PVEM                       |
| 05/09/2020 al 14/12/2020 | José Ochoa Zúñiga            | Concejo municipal Interino |
| 15/12/2020 al 05/12/2022 | Luis Enrique Cadena García   | Morena                     |
| 06/12/2022 al 04/09/2024 | Abel de Jesús Rivera Medrano | Morena                     |
| 05/09/2024 al 04/09/2027 | Diana Moreno Rea             | Morena                     |

## Economía
En 2015 el municipio presenta un IDH de 0.688 Medio, por lo que ocupa el lugar 50.º a nivel estatal; y en 2005 presentó un PIB de $534,266,705.00 pesos mexicanos, y un PIB per cápita de $35,384.00 (precios corrientes de 2005).
De acuerdo con el Consejo Nacional de Evaluación de la Política de Desarrollo Social (Coneval), el municipio registra un Índice de Marginación Medio. El 48.1% de la población se encuentra en pobreza moderada y 17.5% se encuentra en pobreza extrema. En 2015, el municipio ocupó el lugar 47 de 84 municipios en la escala estatal de rezago social.
A datos de 2015, en materia de agricultura se cuenta con los siguientes cultivos: Maíz con una superficie sembrada de 6 944 hectáreas y con 720 hectáreas de frijol, además de otros cultivos como cebada, avena, tuna y maguey pulquero. En ganadería se contó 2 570 cabezas de bovino, 4 569 de porcino, 583 de caprino, 2 540 de ovino y 563 953 de aves de corral.
Para 2015 existen 174 unidades económicas, que generaban empleos para 375 personas. En lo que respecta al comercio, se cuenta con cuatro tianguis, veinte tiendas Diconsa, y dos tiendas Liconsa. De acuerdo con cifras al año 2015 presentadas en los censos económicos del INEGI, la Población Económicamente Activa (PEA) del municipio asciende a 5 625 de las cuales 5 410 se encuentran ocupadas y 199 se encuentran desocupadas. El 32.31% pertenece al sector primario, el 29.19% pertenece al sector secundario, el 37.41% pertenece al sector terciario y 1.09% no especificaron.